# Petak (Pacet)
Petak is een bestuurslaag in het regentschap Mojokerto van de provincie Oost-Java, Indonesië. Petak telt 3554 inwoners (volkstelling 2010).